# Singulier (album)
Pour les articles homonymes, voir Singulier.
Albums de Jean-Jacques Goldman
Les Années Warner
(1984) La Collection 81-89
(2008)
Singulier 81/89 est une compilation du chanteur français Jean-Jacques Goldman sortie le 23 août 1996. 
Regroupant trente-quatre titres du répertoire de l'artiste sur deux CD, dont la sérigraphie montre un disque vinyle (dix-huit sur le premier CD et seize sur le second CD). Cette compilation comprend les plus grands succès de Goldman, mais aussi des titres relativement moins connus dont certains furent repris en concert. La compilation contient également un livret contenant notamment les paroles des chansons, des photos et un historique du chanteur de sa naissance jusqu'en 1990.
En plus d'être une sélection des tubes du chanteur, cet album est intéressant car il comporte un certain nombre de chansons réenregistrées, différentes de leurs premières versions. Elle attend sort en single promotionnel pour promouvoir l'album,.

## Liste des chansons
| 1.  | Il suffira d'un signe (version single)                            | 4 min 24 s |
| 2.  | Pas l'indifférence (version live 1986, sans les applaudissements) | 4 min 26 s |
| 3.  | Quand la musique est bonne                                        | 3 min 50 s |
| 4.  | Comme toi                                                         | 4 min 17 s |
| 5.  | Être le premier (version rechantée)                               | 3 min 57 s |
| 6.  | Au bout de mes rêves                                              | 3 min 46 s |
| 7.  | Je ne vous parlerai pas d'elle (version rechantée)                | 4 min 44 s |
| 8.  | Si tu m'emmènes                                                   | 3 min 37 s |
| 9.  | Veiller tard (version live 1986, sans les applaudissements)       | 4 min 08 s |
| 10. | Envole-moi                                                        | 5 min 08 s |
| 11. | Dors bébé, dors                                                   | 3 min 26 s |
| 12. | Encore un matin                                                   | 4 min 11 s |
| 13. | Long Is the Road (Américain)                                      | 4 min 43 s |
| 14. | Nous ne nous parlerons pas (version remixée)                      | 4 min 27 s |
| 15. | Petite fille                                                      | 4 min 25 s |
| 16. | Compte pas sur moi (version rechantée à partir du live 1986)      | 5 min 40 s |
| 17. | Je te donne                                                       | 4 min 22 s |
| 18. | Confidentiel (version rechantée)                                  | 2 min 34 s |

| 1.  | La Vie par procuration (version live 1986)    | 4 min 00 s |
| 2.  | Parler d'ma vie                               | 5 min 01 s |
| 3.  | Je marche seul                                | 4 min 02 s |
| 4.  | Famille                                       | 5 min 34 s |
| 5.  | Elle attend (version rechantée)               | 3 min 12 s |
| 6.  | Pas toi                                       | 5 min 30 s |
| 7.  | Il changeait la vie                           | 3 min 59 s |
| 8.  | Là-bas                                        | 5 min 39 s |
| 9.  | Elle a fait un bébé toute seule               | 3 min 53 s |
| 10. | Puisque tu pars                               | 7 min 29 s |
| 11. | C'est ta chance                               | 4 min 59 s |
| 12. | Reprendre c'est voler                         | 2 min 50 s |
| 13. | Filles faciles                                | 3 min 44 s |
| 14. | Doux                                          | 3 min 54 s |
| 15. | Il y a                                        | 3 min 39 s |
| 16. | Peur de rien blues (version remixée, live 89) | 7 min 52 s |

## Classements et certifications
| Classement (1996)            | Meilleure place |
| ---------------------------- | --------------- |
| Belgique (Wallonie Ultratop) | 1               |
| Belgique (Flandre Ultratop)  | 14              |
| France (SNEP Compilations)   | 1               |

| Classement (2013) | Meilleure place |
| ----------------- | --------------- |
| France (SNEP)     | 11              |

| Classement (2015)                    | Meilleure place |
| ------------------------------------ | --------------- |
| Suisse (Schweizer Hitparade)         | 91              |
| Suisse romande (Schweizer Hitparade) | 24              |

| Année | Ventes    | Certification | Pays     |
| ----- | --------- | ------------- | -------- |
| 1996  | 600 000   | 2 × Platine   | France   |
| 1997  | 900 000   | 3 × Platine   | France   |
| 1998  | 1 000 000 | Diamant       | France   |
| 1996  | 10 000    | Or            | Belgique |
| 1996  | 20 000    | Platine       | Belgique |